# Église Notre-Dame-de-l'Assomption d'Ahuillé
Pour les articles homonymes, voir Église Notre-Dame-de-l'Assomption.
L'église Notre-Dame-de-l'Assomption est une église catholique située à Ahuillé, dans le département français de la Mayenne.

## Localisation
L'église est située dans le bourg d'Ahuillé, place de l'Église.

## Histoire
Elle a été reconstruite en 1863. Dédiée à l'Assomption, elle nous rappelle un usage ancien, celui des sonneurs de bombardes qui venaient encore à la Pentecôte 1629 pour prêter leur concours à la célébration des offices ; elle nous signale également la coutume de séparer dans l'église les hommes et les femmes ; en effet, à la fin du XVIIIe siècle, une des portes était encore désignée sous le nom de « Porte des Femmes ».
Son inventaire s'est déroulé le 13 mars 1906. Après une première tentative infructueuse le matin, devant environ 700 personnes, les gendarmes pénètrent dans l'édifice ; ils expulsent les jeunes gens qui le gardaient et l'inventaire est réalisé sans témoins, pendant que la foule était dehors.

## Architecture et extérieurs
Distinct de celui qui joignait l'église, le « Grand Cimetière » était encore utilisé en 1777 ; il renfermait une chapelle.

## Intérieur

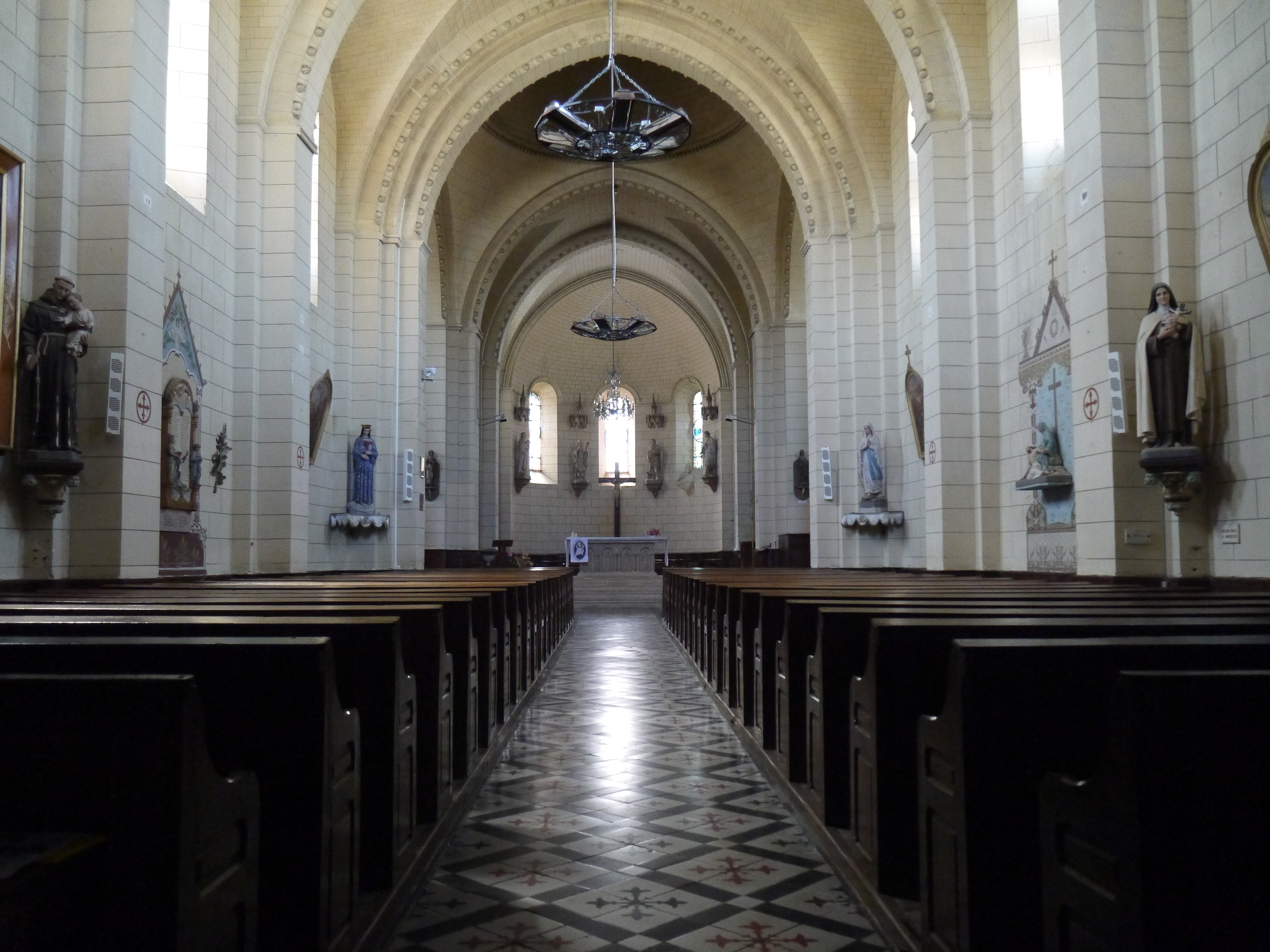
La nef vue de l'entrée de l'église.